# Platylabus nigrocyaneus
Platylabus nigrocyaneus là một loài tò vò trong họ Ichneumonidae.